# پردیس سینمایی ارگ

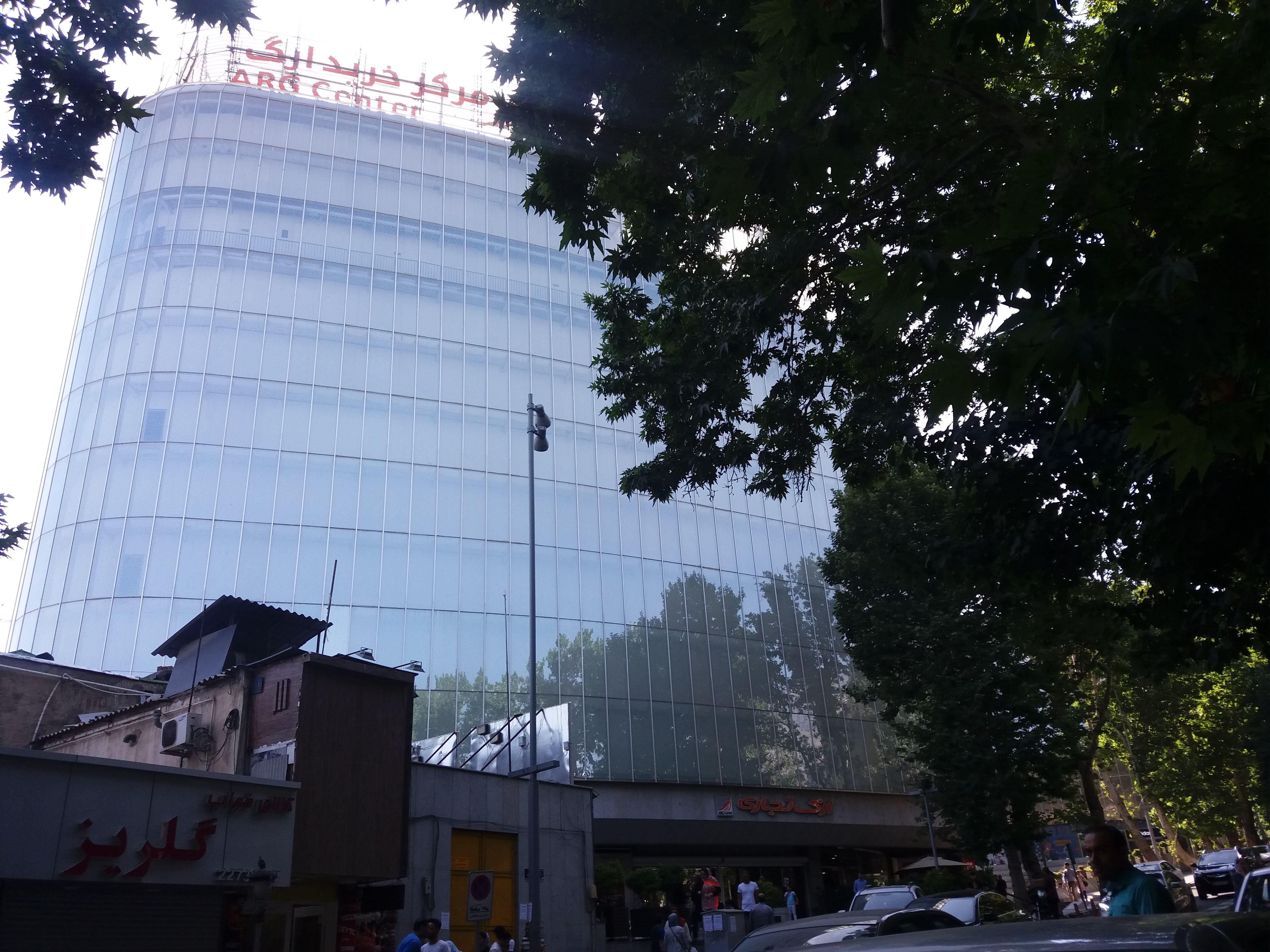
نمایی از مرکز خرید ارگ - ۱۳۹۶

پردیس سینمایی ارگ یک پردیس سینمایی در تهران، ایران است.
این پردیس سینمایی که جزئی از مجتمع تجاری ارگ است در ۲۵ اسفند ۱۳۹۵ با سه سالن افتتاح شده است.